# Шевченковский словарь
Шевченковский словарь (укр. Шевченківський словник) — энциклопедический словарь, изданный Главной редакцией Украинской советской энциклопедии в 1976 году в двух томах.
Словарь является своеобразным итогом развития шевченковедения. Содержит многосторонние сведения о жизни, творчестве, общественной и революционной деятельности Тараса Григорьевича Шевченко — украинского поэта и художника, освещает широкий круг вопросов и явлений, касающихся отражения его жизни и творчества в литературе и искусстве, а также с целью увековечения его памяти.
Научно-редакционную подготовку издания осуществили Главная редакция Украинской советской энциклопедии и Институт литературы им. Т. Г. Шевченко АН УССР. Статьи словаря (около 5.000) размещены в алфавитном порядке. Ко многим статьям прилагается список авторов и литературы на эту тему. Статьи, помещённые в этом издании, тесно связаны между собой, взаимно подчинены системой ссылок.
Включает отдельные статьи о каждом литературном произведении и большинстве художественных произведений Т. Шевченко.
Широко освещена в словаре тема «Шевченко в мировой литературе», в частности, в литературе всех европейских стран.
Шевченковский словарь — иллюстрированное издание, в котором представлены репродукции многих художественных произведений Шевченко, автографы произведений поэта, фотографии изданий его произведений, карты, фотографии мест пребывания Шевченко.
Всего помещено около 1000 иллюстраций, в том числе, 63 иллюстрационные таблицы на вклейках, из которых 20 — цветные.

## Редакционная коллегия
Ответственный редактор: Е. П. Кирилюк.
Члены редколлегии: И. Я. Айзеншток, В. А. Афанасьев, Н. П. Бажан, Н. Ф. Бельчиков, И. К. Белодед, В. С. Бородин (заместитель ответственного редактора), Б. С. Бутник-Сиверский, Н. М. Гордейчук, К. П. Дорошенко, П. В. Жур, А. Е. Засенко, Ю. А. Ивакин, Н. Е. Крутикова, И. Д. Назаренко, Л. Н. Новиченко, Г. П. Паламарчук, Ф. К. Саранча, Д. В. Чалый, Е. С. Шаблиовский, Н. З. Шамота.